# Мелитопольский уезд
Мелитопольский уезд — уезд Таврической губернии, существовавший с 1784 по 6 марта 1923 года, исключая 1797—1802 годы, когда его земли были включены в Мариупольский уезд а также с 6 марта 1918 года по 28 апреля 1918 года, когда его земли были включены в землю Запорожье. Мелитопольский уезд объединял земли, которые теперь составляют юго-западную часть Запорожской области и восточную часть Херсонской области, и значительно изменял территорию в ходе своей истории. Центрами Мелитопольского уезда в разные годы были Токмак (1796—1797), Орехов (1802—1842) и Мелитополь (1842—1923). 7 марта 1923 г. ВЦИК согласно очередному административно-территориальному делению ликвидировал Мелитопольский уезд и включил его земли в Мелитопольский округ УССР.

## История
В XVIII веке основным населением этих мест были ногайцы. Российская империя, отвоевав у турок Крымское ханство в 1783 году, начала процесс обустройства новоприобретённых земель. 2 февраля 1784 года Екатерина II подписала указ об образовании Таврической области, «покуда умножение населения и различных нужных заведений подадут удобность устроить ея Губернию». 8 февраля 1784 года Таврическая область была разделена на 7 уездов, одним из которых стал Мелитопольский.
|      |      |      |      |      |
| 1792 | 1824 | 1889 | 1901 | 1919 |

С давних пор территория уезда была богата археологическими находками
В 1860 году почти все ногайцы Мелитопольского уезда эмигрировали в Турцию.
До 1871 года на территории Мелитопольского уезда существовал Молочанский колонистский округ, в котором компактно проживали немецкие колонисты. Центром округа было село Пришиб, которое ныне является частью города Молочанск. В 1871 году округ был ликвидирован, и на его территории образованы Пришибская и Эйгенфельдская волости.

## Административно-территориальное деление
Мелитопольский уезд делился на 29 волостей, данные о площади и населении которых по состоянию на 1886 год представлены в следующей таблице (в скобках указаны современные названия населённых пунктов).
| №  | Название волости   | Волостной центр                      | Население | Количество дворов | Площадь, км² | Площадь пахотной земли, км² |
| -- | ------------------ | ------------------------------------ | --------- | ----------------- | ------------ | --------------------------- |
| 1  | Агайманская        | Агайманы                             | 6348      | 956               | 328,56       | 260,19                      |
| 2  | Акимовская         | Акимовка                             | 6453      | 958               | 467,17       | 206,10                      |
| 3  | Балковская         | Балка (Балки)                        | 6453      | 958               | 588,01       | 270,92                      |
| 4  | Васильевская       | Васильевка                           | 10 396    | 1293              | 631,74       | 216,99                      |
| 5  | Велико-Белозёрская | Велико-Белозёрка (Великая Белозёрка) | 6348      | 956               | 567,93       | 355,85                      |
| 6  | Верхне-Белозёрская | Верхне-Белозёрка (Малая Белозёрка)   | 7730      | 1204              | 285,84       | 240,72                      |
| 7  | Верхне-Рогачицкая  | Верхний Рогачик                      | 10 282    | 1709              | 377,80       | 327,54                      |
| 8  | Весёловская        | Весёлое                              | 7867      | 1147              | 970,66       | 391,97                      |
| 9  | Веселянская        | Веселянка                            | 3212      | 563               | 164,29       | 87,42                       |
| 10 | Водянская          | Водяное                              | 4523      | 789               | 127,98       | 62,13                       |
| 11 | Волконештская      | Волконешты (Волчанское)              | 2678      | 445               | 343,57       | 145,31                      |
| 12 | Днепровская        | Днепровка                            | 4653      | 659               | 135,79       | 132,84                      |
| 13 | Екатериновская     | Екатериновка (Вязовка)               | 2678      | 414               | 492,65       | 116,02                      |
| 14 | Зеленовская        | Малая Лепатиха (Малая Лепетиха)      | 5085      | 716               | 185,39       | 162,64                      |
| 15 | Знаменская         | Великая Знаменка                     | 8904      | 1535              | 296,12       | 178,46                      |
| 16 | Иоганнесруская     | Иоганнесру (Долинское)               | 674       | 93                | 89,30        | 40,25                       |
| 17 | Каменская          | Малая Знаменка (Каменка-Днепровская) | 4411      | 806               | 117,78       | 76,82                       |
| 18 | Лепатишская        | Великая Лепатиха (Великая Лепетиха)  | 5937      | 1121              | 279,08       | 244,51                      |
| 19 | Михайловская       | Михайловка                           | 9160      | 1415              | 319,06       | 228,82                      |
| 20 | Нижне-Рогачицкая   | Нижний Рогачик                       | 3436      | 550               | 340,72       | 162,39                      |
| 21 | Нижне-Серогожская  | Нижние Серогозы                      | 12 260    | 1756              | 764,21       | 361,78                      |
| 22 | Охримовская        | Охримовка                            | 5840      | 700               | 271,46       | 107,88                      |
| 23 | Петровская         | Петровка                             | 5176      | 831               | 1078,45      | 186,78                      |
| 24 | Пришибская         | Пришиб                               | 18 788    | 1430              | 803,46       | 509,59                      |
| 25 | Рубановская        | Рубановка                            | 7046      | 1138              | 334,25       | 283,43                      |
| 26 | Терпеньевская      | Терпенье                             | 17 325    | 2306              | 601,38       | 409,87                      |
| 27 | Тимошевская        | Тимошевка                            | 9199      | 1140              | 304,87       | 277,50                      |
| 28 | Эйгенфельдская     | Эйгенфельд (Поляновка)               | 4127      | 361               | 273,62       | 103,25                      |
| 29 | Юзкуйская          | Малая Юзкуя (Азовское)               | 7116      | 1297              | 693,32       | 243,71                      |

## География
Поверхность Мелитопольского уезда представляет обширную, совершенно безлесную, слабоволнистую степь, пересекаемую кое-где небольшими балками. Только узкая полоса вдоль северной границы и бассейн реки Молочной теряют степной характер. Почва уезда состоит из чернозёма и плодородных суглинков. Лучший, наиболее тучный чернозем встречается в центре уезда, и затем, как к югу, так и к северу от этой полосы, почва становится беднее черноземом, окраска её светлее, наконец, на юге уезда она переходит в супесчаную, а в северо-западном углу — в зыбучие пески. На юге, среди совершенно горизонтальной степи, попадаются островки солонцеватой почвы — уцелевшие остатки прежней сплошной соленой степи.
Мелитопольский уезд орошен очень плохо. Днепр, единственная судоходная река, омывает его с севера и притом на весьма небольшом пространстве. Раздробляясь на множество рукавов, он образует здесь плавни, то есть острова, затопляемые разливами реки, покрытые камышом и травами. Пристани на реках Днепре, Малой Знаменке (Каменке), Карайдубине и Большой Лепетихе имеют небольшое значение в экономической жизни уезда. Прочие сколько-нибудь значительные реки протекают тоже вдоль границ уезда. Конка течет в Днепр вдоль северной границы, а Молочная вдоль восточной. Пресным озером может быть назван только Белозерский лиман (Белое озеро), образуемый Днепром с впадающей в него речкой Белозеркой; этот лиман отстоит от Днепра на 11/2 версты и соединяется с ним особым рукавом. На юго-востоке, на границе с Бердянским уездом, лежит Молочный лиман, отделенный от Азовского моря песчаной косой. Недостаток воды составляет главное бедствие мелитопольской степи. Колодцы составляют единственный источник для добывания воды; в центральной части уезда они достигают глубины 24—26 саженей, ближе к границе Днепровского уезда — едва 1 сажень; на самом юге, в особенности на Арабатской стрелке, подпочвенная вода находится очень близко к поверхности. В последние 10 лет в уезде стали появляться артезианские колодцы.

## Население
Жителей (без города) 339 299 (171 548 мужчин и 167 751 женщина). Дворян 415, духовного сословия 873, почетных граждан и купцов 485, мещан 6 892, военного сословия 15 986, иностранных подданных 1318, крестьян 313 175, прочих сословий 155. Православных 304 945, старообрядцев 3848, католиков 10 492, протестантов 12 870, армян 136, евреев 6818, магометан 65, прочих исповеданий 125. Малороссов и великороссов 298 672, немцев 19 840, евреев 6 818, болгар 1 870, прочих 12 099. На кв. версту 29,1 душ. Кроме уездного города, местечко Геническ и 158 селений; из них 6 имеют более чем по 1000 дворов в каждом, 12 — более 500 дворов, 44 — менее 50 дворов. По переписи 1884 г.: крестьянских дворов было 32 809 с 213 875 душами; 2159 дворов и 13 869 душ колонистов; 506 дворов и 2962 души безземельных разночинцев, проживающих в селениях в качестве арендаторов.

## Хозяйство
Главное занятие жителей — хлебопашество. Из 1 189 630 десятин 753 299, или 63,3 %, принадлежало в 1884 г. крестьянам и колонистам, 340 263 десятины, или 28,7 %, — частным владельцам и 96 068 десятин, или 8,0 %, — казне, уделу, церквам и городу. Из частновладельческой земли 80 260 десятин перешло с тех пор путём покупки к отдельным крестьянам. Кроме того, они арендуют ещё 238 293 десятины земли, так что фактически почти вся площадь уезда находится в пользовании крестьянства. По угодьям владельческая и крестьянская земля распределялась так:
|                       | У владельцев | У крестьян |
| --------------------- | ------------ | ---------- |
| Усадебной и огородной | 3288         | 52262      |
| Пахотной              | 82450        | 527609     |
| Луговой               | 82220        | 30797      |
| Выгонов и пастбищ     | 160475       | 90707      |
| Лесной площади        | 330          | 5944       |
| Итого удобной         | 328763       | 748409     |

В среднем (1883—92) засевается под рожь 112 000 десятин, под пшеницу озимую 60 000, под пшеницу яровую 254 000, под овес 6 000, под ячмень 110 000, под гречиху 210, под просо 20 000, под кукурузу 7 400, под горох 200, под картофель 6 500 десятин; собирается пудов: ржи 2773000, пшеницы озимой 1610000, пшеницы яровой 6 055 000, овса 206 000, ячменя 4 306 000, гречихи 4 850, проса 510 000, кукурузы 410 000, гороха 4 200, картофеля 709 800. Средний урожай ржи 4,2 четверти с десятины, яровой пшеницы 2,8, озимой пшеницы 3,9, ячменя 6,1, овса 6,4.
В 1895 г. лошадей было 123 000, рогатого скота 215 000 голов, овец 682 000, свиней 84 000. Овцеводство, главным образом тонкорунное, с каждым годом падает, вследствие повышения арендных цен на землю.
Виноградарство делает большие успехи в приднепровских селениях и по реке Молочной.
Кустарные промыслы развиты слабо: земская статистическая перепись зарегистрировала только 3600 таких промышленных единиц.
Трактиров 64, мест продажи вина 437, лавок всякого рода 488, хлебных амбаров 78, лесных складов 25. Отпускная заграничная торговля производится из Геническа; через его таможенную заставу отпускается около 4—5 млн пудов разного хлеба, на сумму от 2 до 3 млн руб.

## Образование
По земской переписи 1884 года грамотные и учащиеся составляли для мужского населения 22,8 %, для женского — 8,1 %. Среди русского крестьянского населения процент грамотности был ещё ниже — 20 % для мужского населения и 3,8 % для женского. Среди немецких же колонистов, напротив, грамотность была высока.
В уезде было 151 учебное заведение.